# Hoplia convexicollis
Hoplia convexicollis är en skalbaggsart som beskrevs av Moser 1912. Hoplia convexicollis ingår i släktet Hoplia och familjen Melolonthidae. Inga underarter finns listade i Catalogue of Life.